# إنجر بيرغرين
إنجر بيرغرين (بالسويدية: Inger Berggren) هي مغنية وممثلة سويدية، ولدت في 23 فبراير 1934 في ستوكهولم في السويد، وتوفيت بنفس المكان في 19 يوليو 2019.

## وصلات خارجية
- إنجر بيرغرين على موقع IMDb (الإنجليزية)
- إنجر بيرغرين على موقع ميوزك برينز (الإنجليزية)
- إنجر بيرغرين على موقع قاعدة بيانات الأفلام السويدية (السويدية)
- إنجر بيرغرين على موقع أول ميوزيك (الإنجليزية)
- إنجر بيرغرين على موقع ديسكوغز (الإنجليزية)
- إنجر بيرغرين على موقع قاعدة بيانات الفيلم (الإنجليزية)